# Kouadioblékro
Kouadioblékro est une localité de l'est de la Côte d'Ivoire et appartenant au département de Bocanda, Région du N'Zi. La localité de Kouadioblékro est un chef-lieu de sous-préfecture.